# Copa dos Pampas
A Copa dos Pampas é uma competição de futsal organizado pela Liga Gaúcha de Futsal, envolvendo clubes gaúchos. O campeão tem direito a disputar a Supertaça Farroupilha de Futsal do ano seguinte. Se caracteriza por ter os mesmos moldes das tradicionais copas nacionais de futebol, tal como a Copa do Brasil de Futebol, democratizando todo o futsal gaúcho, por clubes de todas as divisões de enfrentarem.
Os confrontos do mata-mata são definidos em sorteio. Atualmente, duas edições foram finalizadas, com o Clube Atlético Guarany sendo o primeiro campeão da competição, em 2019. Devido à pandemia de COVID-19, a competição não foi realizada em 2020 e 2021, voltando a ser realizada apenas em 2022, com o Horizontina Futsal se sagrando campeão.

## Edições

### 2019
| Pos | Equipes            | Pts | J | V | E | D | GP | GC | SG  | %  | Classificação             |
| --- | ------------------ | --- | - | - | - | - | -- | -- | --- | -- | ------------------------- |
| 1   | AEU                | 20  | 8 | 6 | 2 | 0 | 29 | 18 | +11 | 83 | Classificados à semifinal |
| 2   | Passo Fundo Futsal | 14  | 8 | 4 | 2 | 2 | 16 | 18 | -2  | 58 | Classificados à semifinal |
| 3   | AMF                | 10  | 8 | 3 | 1 | 4 | 32 | 34 | -2  | 41 |                           |
| 4   | SASE               | 7   | 8 | 2 | 1 | 5 | 20 | 24 | -4  | 29 |                           |
| 5   | ABELC              | 4   | 8 | 0 | 4 | 4 | 24 | 40 | -16 | 16 |                           |

| Pos | Equipes       | Pts | J | V | E | D | GP | GC | SG  | %  | Classificação             |
| --- | ------------- | --- | - | - | - | - | -- | -- | --- | -- | ------------------------- |
| 1   | Guarany       | 20  | 8 | 6 | 2 | 0 | 32 | 14 | +18 | 83 | Classificados à semifinal |
| 2   | Parobé Futsal | 11  | 8 | 3 | 2 | 3 | 15 | 18 | -3  | 45 | Classificados à semifinal |
| 3   | América       | 10  | 8 | 2 | 4 | 2 | 13 | 13 | 0   | 41 |                           |
| 4   | ASIF          | 7   | 8 | 2 | 1 | 5 | 11 | 16 | -5  | 29 |                           |
| 5   | ALAF          | 7   | 8 | 2 | 1 | 5 | 12 | 19 | -7  | 29 |                           |

| Equipe 1           | Total                | Equipe 2 | 1.º jogo | 2.º jogo |
| ------------------ | -------------------- | -------- | -------- | -------- |
| Parobé Futsal      | 1-5                  | AEU      | 1–4      | 0–1      |
| Passo Fundo Futsal | 5–4 (0−0 pr - 5−6 p) | Guarany  | 4–2      | 1–2      |

| Equipe 1 | Total | Equipe 2 | 1.º jogo | 2.º jogo |
| -------- | ----- | -------- | -------- | -------- |
| Guarany  | 7-4   | AEU      | 5–2      | 2–2      |

| Copa dos Pampas 2019        |
| --------------------------- |
| GUARANY Campeão (1º título) |

### 2022
| Equipe 1           | Total                | Equipe 2           | 1.º jogo | 2.º jogo |
| ------------------ | -------------------- | ------------------ | -------- | -------- |
| Horizontina Futsal | 3-2                  | Guarani Futsal     | 1–0      | 2–2      |
| Lagoa              | 14–4                 | Boca Juniors       | 6–2      | 8–2      |
| ASAF               | 3–15                 | Cerro Largo Futsal | 1–7      | 2–8      |
| Guarany            | 10–6                 | SER Itaqui         | 4–4      | 6–2      |
| AFUCS              | 7–7 (1−1 pr - 5−4 p) | AGE                | 2–2      | 5–5      |
| AMF                | 2–9                  | AEU                | 2–4      | 0–5      |
| ALAF               | 5–8                  | Peñarol            | 2–5      | 3–3      |
| AVF                | 4–5 (1−0 pr)         | SASE               | 2–1      | 2–4      |

| Equipe 1           | Total                | Equipe 2           | 1.º jogo | 2.º jogo |
| ------------------ | -------------------- | ------------------ | -------- | -------- |
| Horizontina Futsal | 5-5 (0−0 pr - 6−5 p) | Cerro Largo Futsal | 1–1      | 4–4      |
| AVF                | 3–10                 | AFUCS              | 1–1      | 2–9      |
| Peñarol            | 3–10                 | AEU                | 3–4      | 0–6      |
| Guarany            | 9–7 (1−0 pr)         | Lagoa              | 6–3      | 3–4      |

| Equipe 1 | Total                | Equipe 2           | 1.º jogo | 2.º jogo |
| -------- | -------------------- | ------------------ | -------- | -------- |
| Guarany  | 3-4 (0−0 pr - 3−4 p) | AEU                | 3–2      | 0–2      |
| AFUCS    | 6–5 (1−2 pr)         | Horizontina Futsal | 5–2      | 1–3      |

| Equipe 1 | Total                | Equipe 2           | 1.º jogo | 2.º jogo |
| -------- | -------------------- | ------------------ | -------- | -------- |
| AEU      | 4-4 (0−0 pr - 2−4 p) | Horizontina Futsal | 2–2      | 2–2      |

| Copa dos Pampas 2022                   |
| -------------------------------------- |
| HORIZONTINA FUTSAL Campeão (1º título) |

### 2023
| Equipe 1           | Total                | Equipe 2          | 1.º jogo | 2.º jogo   |
| ------------------ | -------------------- | ----------------- | -------- | ---------- |
| ANBF               | 5–8 (1–4 pr)         | Santa Rosa Futsal | 4–3      | 0–5        |
| AMF                | 5–3                  | Lokomotiv         | 2–0      | 3–3        |
| Passo Fundo Futsal | 15–5                 | Russo Preto       | 9–2      | 6–3        |
| ALAF               | 8–5                  | AAGF              | 4–3      | 4–2        |
| Pinheiro           | 0–10                 | ACBF              | 0–7      | 0–1 (W.O.) |
| Rodeio Futsal      | 4–5 (0–0 pr - 3–4 p) | AGSL              | 2–0      | 2–5        |

| Equipe 1           | Total                 | Equipe 2          | 1.º jogo | 2.º jogo   |
| ------------------ | --------------------- | ----------------- | -------- | ---------- |
| Passo Fundo Futsal | 7–6 (3–2 pr)          | AGSL              | 4–1      | 3–5        |
| Lagoa              | 6–9                   | Guarani           | 4–7      | 2–2        |
| ACBF               | 9–8 (0–1 pr)          | ALAF              | 1–4      | 8–4        |
| AGE                | 10–8 (1–1 pr - 4–2 p) | AEU               | 6–3      | 4–5        |
| Guarany            | 6–4                   | Santa Rosa Futsal | 4–2      | 2–2        |
| Horizontina Futsal | 15–1                  | AVF               | 14–1     | 1–0 (W.O.) |
| AMF                | 8–5                   | AFUCS             | 3–2      | 5–3        |
| Cerro Largo Futsal | 4–6 (1–0 pr)          | Peñarol           | 3–2      | 1–4        |

| Equipe 1           | Total      | Equipe 2           | 1.º jogo | 2.º jogo |
| ------------------ | ---------- | ------------------ | -------- | -------- |
| Passo Fundo Futsal | 5–3        | AMF                | 2–1      | 3–2      |
| Cerro Largo Futsal | 0–8        | Guarani            | 0–2      | 0–6      |
| Guarany            | 2–6        | AGE                | 1–4      | 1–2      |
| ALAF               | 0–1 (W.O.) | Horizontina Futsal | –        | –        |

| Equipe 1           | Total                | Equipe 2           | 1.º jogo | 2.º jogo |
| ------------------ | -------------------- | ------------------ | -------- | -------- |
| AGE                | 7–6                  | Guarani            | 3–2      | 4–4      |
| Passo Fundo Futsal | 2–2 (0–0 pr - 1–3 p) | Horizontina Futsal | 1–1      | 1–1      |

| Equipe 1           | Total                | Equipe 2 | 1.º jogo | 2.º jogo |
| ------------------ | -------------------- | -------- | -------- | -------- |
| Horizontina Futsal | 3–2 (0–0 pr - 3–2 p) | AGE      | 3–1      | 0–1      |

| Copa dos Pampas 2023                   |
| -------------------------------------- |
| HORIZONTINA FUTSAL Campeão (2º título) |

### 2024
| Equipe 1     | Total | Equipe 2        | 1.º jogo | 2.º jogo |
| ------------ | ----- | --------------- | -------- | -------- |
| SERCCA       | 11–2  | AES             | 5–0      | 6–2      |
| David Futsal | 3–11  | AEF             | 2–4      | 1–7      |
| ASF          | 0–14  | Fontoura Xavier | 0–7      | 0–7      |
| Soberano     | 8–5   | ATLEC           | 2–2      | 2–3      |

| Equipe 1           | Total         | Equipe 2           | 1.º jogo | 2.º jogo |
| ------------------ | ------------- | ------------------ | -------- | -------- |
| Lagoa              | 6–8           | AFUCS              | 4–5      | 2–3      |
| Rodeio Futsal      | 4–11          | AGSL               | 3–4      | 1–7      |
| Fontoura Xavier    | 4–10          | ATLEC              | 2–4      | 2–6      |
| Cerro Largo Futsal | 4–7           | Guarany            | 2–2      | 2–5      |
| AMF                | 10–6 (1–2 pr) | AEF                | 7–2      | 3–4      |
| AAGF               | 2–3           | Horizontina Futsal | 0–0      | 2–3      |
| SERCCA             | 8–3           | ANBF               | 6–1      | 2–2      |
| Guarani            | 5–5 (1–3 pr)  | Uruguaianense      | 3–2      | 2–3      |

| Equipe 1 | Total        | Equipe 2           | 1.º jogo | 2.º jogo |
| -------- | ------------ | ------------------ | -------- | -------- |
| Guarany  | 8–8 (3–1 pr) | AGSL               | 5–5      | 3–3      |
| SERCCA   | 5–9          | Uruguaianense      | 3–4      | 2–5      |
| ATLEC    | 6–8          | Horizontina Futsal | 2–4      | 4–4      |
| AEF      | 4–5 (2–0 pr) | AFUCS              | 2–0      | 2–5      |

| Equipe 1 | Total | Equipe 2           | 1.º jogo | 2.º jogo |
| -------- | ----- | ------------------ | -------- | -------- |
| AEF      | 3–8   | Uruguaianense      | 1–4      | 2–4      |
| Guarany  | 5–6   | Horizontina Futsal | 3–4      | 2–2      |

| Equipe 1      | Total | Equipe 2           | 1.º jogo | 2.º jogo |
| ------------- | ----- | ------------------ | -------- | -------- |
| Uruguaianense | 8–1   | Horizontina Futsal | 5–0      | 3–1      |

| Copa dos Pampas 2024              |
| --------------------------------- |
| URUGUAIANENSE Campeão (1º título) |

## Títulos por equipe
| Pos. | Equipe                           | Títulos         | Vices           | Semifinais      |
| ---- | -------------------------------- | --------------- | --------------- | --------------- |
| 1º   | Horizontina Futsal (Horizontina) | 2 (2022 e 2023) | 1 (2024)        | 0               |
| 2º   | Uruguaianense (Uruguaiana)       | 1 (2024)        | 2 (2019 e 2022) | 0               |
| 3º   | Guarany (Espumoso)               | 1 (2019)        | 0               | 2 (2022 e 2024) |
| 4º   | AGE (Guaporé)                    | 0               | 1 (2023)        | 0               |
| 5º   | Passo Fundo Futsal Passo Fundo   | 0               | 0               | 2 (2019 e 2023) |
| 6º   | AFUCS (Seberi)                   | 0               | 0               | 1 (2022)        |
| 6º   | Guarani (Frederico Westphalen)   | 0               | 0               | 1 (2023)        |
| 6º   | Parobé Futsal (Parobé)           | 0               | 0               | 1 (2019)        |
| 6º   | AEF (Entre-Ijuís)                | 0               | 0               | 1 (2024)        |